# Louise-Bénédicte de Bourbon-Condé
Titre
Princesse de Dombes
5 avril 1693 – 14 mai 1736
(43 ans, 1 mois et 9 jours)
Signature
Anne-Louise-Bénédicte de Bourbon-Condé, dite Mademoiselle d'Enghien puis Mademoiselle de Charolais, est née le 8 novembre 1676 à l'hôtel de Condé puis est décédée le 23 janvier 1753 à l'hôtel du Maine. Fille d'Henri-Jules de Bourbon-Condé, prince de Condé et fils du Grand Condé, et d'Anne de Bavière, elle est une princesse du sang. Elle devient duchesse du Maine puis princesse de Dombes par son mariage avec Louis-Auguste de Bourbon, fils légitimé du roi Louis XIV et de la marquise de Montespan. Elle participe à la conspiration de Cellamare et est de fait incarcérée. Elle est renommée pour les salons intellectuels qu'elle tient chez elle.   

## Biographie

### Jeunesse
Louise-Bénédicte de Bourbon-Condé est née dans la journée du 8 novembre 1676 à l'hôtel de Condé. Elle est la huitième enfant d'Henri-Jules de Bourbon-Condé, fils unique du « Grand Condé » et devenu à sa mort cinquième prince de Condé, et de son épouse Anne de Bavière, fille cadette d'Édouard du Palatinat. Elle reçoit alors le prénom de sa tante maternelle, Bénédicte-Henriette du Palatinat. Elle est élevée à l'hôtel de Condé avec ses nombreux frères et sœurs, endurant les sévères crises de démence de leur père, très fortement atteint de lycanthropie. Il se montre ainsi extrêmement brutal et violent envers sa femme, ses enfants et ses domestiques.  
À la cour, la jeune fille est d'abord surnommée « Mademoiselle d'Enghien » et porte le titre d'Altesse Sérénissime puisqu'elle est une princesse du sang. Lorsqu'elle est âgée de neuf ans, son père reçoit le comté de Charolais. Elle est alors surnommée « Mademoiselle de Charolais ». En raison de sa petite taille, alors la caractéristique commune des membres de sa famille, et de son apparence plutôt soignée, elle est surnommée « poupée du sang » par sa belle-sœur, Mademoiselle de Nantes, alors jalouse de sa naissance. Bien qu'ayant un bras quelque peu estropié, elle est par ses contemporains souvent considérée comme étant la plus belle fille du prince.  

### Mariage
On proposa tout d'abord à la princesse d'épouser le jeune comte de Vermandois, le fils légitimé du roi Louis XIV et de sa maîtresse Louise de La Vallière. Cependant, le jeune homme meurt en exil en 1683. Le roi organise alors des mariages de certains de ses enfants légitimés avec des princes du sang, c'est ainsi le cas pour le duc de Chartres qui épouse Mademoiselle de Blois en 1692 ou encore le duc d'Enghien, le propre frère de Louise-Bénédicte, qui épouse Mademoiselle de Nantes en 1685. La jeune fille épouse ainsi Louis-Auguste de Bourbon, le 19 mai 1692 dans la chapelle royale de Versailles. Il est un fils légitimé du roi et de la marquise de Montespan. 
Louise-Bénédicte est alors âgée de quinze ans et son époux de vingt-deux ans. Ce mariage n'est pas heureux, le couple ne s'appréciant pas. Cette dernière trouve son époux faible et abhorre son manque d'ambition. Quant à lui, il n'apprécie guère son caractère exécrable et ses nombreuses tentatives dans le but de l'humilier à la cour. Elle le surnomme « Gambillard » en raison de son boitement. Venant d'une famille profondément marquée par la folie, elle menace souvent le duc de devenir folle si il ne se montre pas conciliant avec elle. Malgré ces vives tensions, les époux eurent ensemble sept enfants, mais beaucoup moururent en bas âge ou sans postérité : 
1. N… de Bourbon, dite Mademoiselle de Dombes (11 septembre 1694 - 15 septembre 1694) ;
2. Louis-Constantin de Bourbon, titré prince de Dombes (17 novembre 1695 - 28 septembre 1698) ;
3. N… de Bourbon, dite Mademoiselle d'Aumale (21 décembre 1697 - 24 août 1799) ;
4. Louis-Auguste de Bourbon, futur prince souverain de Dombes ;
5. Louise-Charles de Bourbon, futur prince souverain de Dombes ;
6. Charles de Bourbon, titré duc d'Aumale (31 mars 1704 - septembre 1708) ;
7. Louise-Françoise de Bourbon, dite Mademoiselle du Maine.

### La petite cour de Sceaux

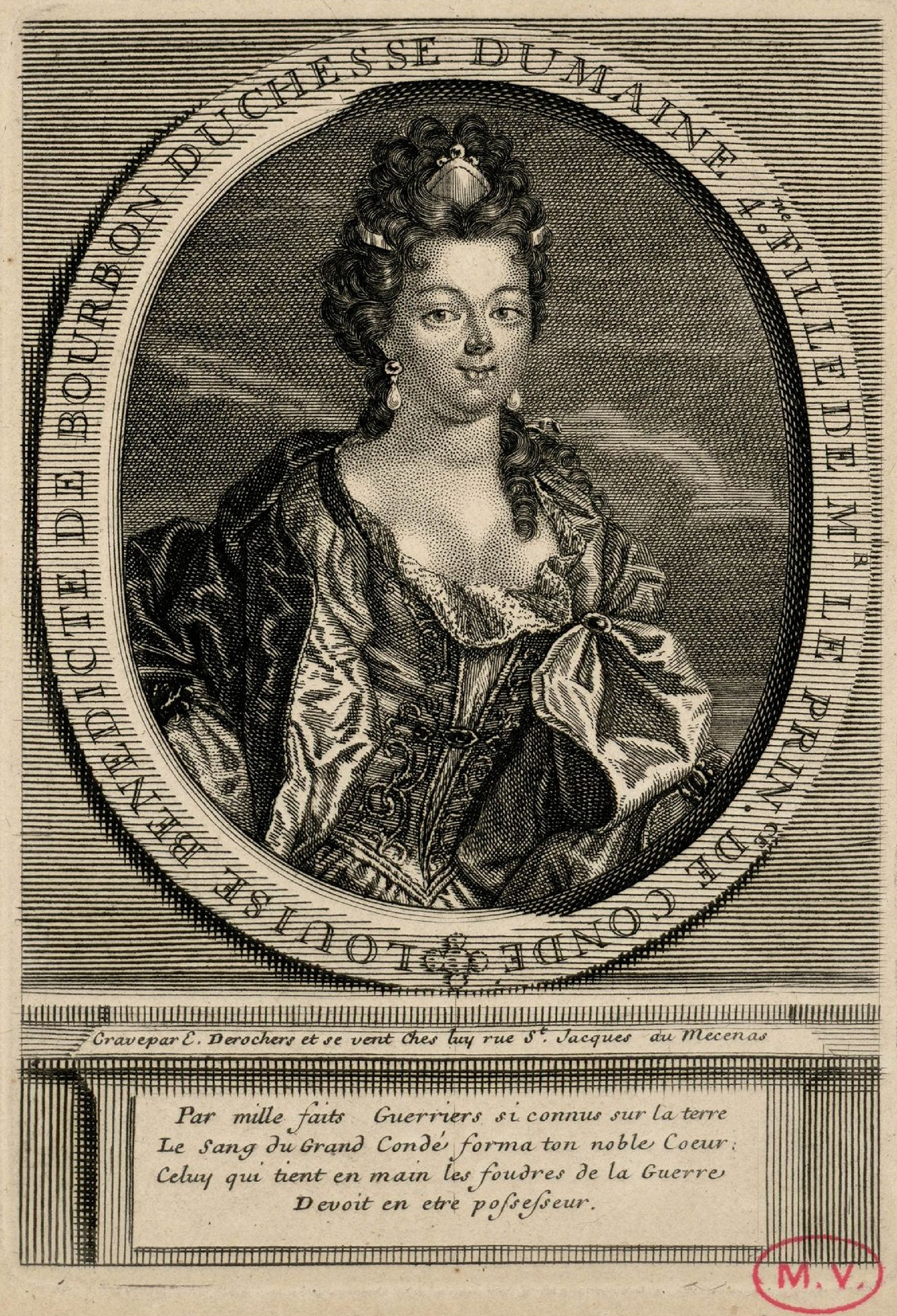
Louise-Bénédicte de Bourbon, duchesse du Maine par Étienne Jehandier Desrochers, fin du XVIIe siècle.

Afin d'échapper à la monotonie de la cour de la pieuse Madame de Maintenon, épouse secrète du roi Louis XIV, la duchesse du Maine crée une petite cour au château de Sceaux, acheté par le duc du Maine au marquis de Seignelay, le fils de Jean-Baptiste Colbert, pour neuf-cent-mille livres. La duchesse dépense quatre-vingt-mille livres supplémentaires pour l'ameublement et la décoration du château et elle s'y installe en décembre 1700. En 1703, afin de se divertir, elle créé l'ordre de la Mouche à miel, une parodie d'ordre de chevalerie, qui rassemble trente-neuf membres. Tous portent une robe brodée de fils d'argent, une perruque en forme de ruche ainsi qu'une médaille gravée au profil de Louise-Bénédicte. L'ordre est donc créé le 11 juin 1703. 
L'abeille est leur symbole et est accompagnée de cette devise : « Piccola si, ma fa pur gravi le ferite » (« Elle est petite, mais fait de graves blessures »). De célèbres philosophes, artistes, écrivains et politiciens du XVIIIe siècle en sont ainsi membres comme Fontenelle, Montesquieu, Rousseau ou encore Voltaire. En 1710, elle organise la mariage de sa sœur Marie-Anne avec le duc de Vendôme en son château de Sceaux. La duchesse souhaite alors, pour ses intérêts, un mariage sans descendance afin qu'elle ou ses enfants puissent hériter de la fortune et des domaines du duc. En effet, à trente-six ans Marie-Anne est considérée comme ayant dépassé l'âge de procréer, et le duc est homosexuel. Elle meurt alors sans descendance en 1718. 
La duchesse du Maine est une bonne danseuse dans sa jeunesse. Elle joue aussi du clavecin, de la flûte et sait chanter. Elle sera également initiée aux sciences par Jean de La Bruyère lors de sa jeunesse. Sa bibliothèque, dont l'inventaire est dressé par le libraire parisien Louis Étienne Ganeau, rassemble plus de trois-mille ouvrages, dont cinquante-huit volumes dépareillés du Journal de Trévoux, trente romans brochés, des paquets de brochures et d'œuvres mises en musique, et des manuscrits de prière sur vélin. Elle est ainsi estimée à plus de quatre-mille-sept livres. Comme elle souffrait de terribles insomnies, elle obligeait parfois ses proches, et des intellectuels qu'elle recevait, à l'occuper durant la nuit. 

### Les Grandes Nuits de Sceaux

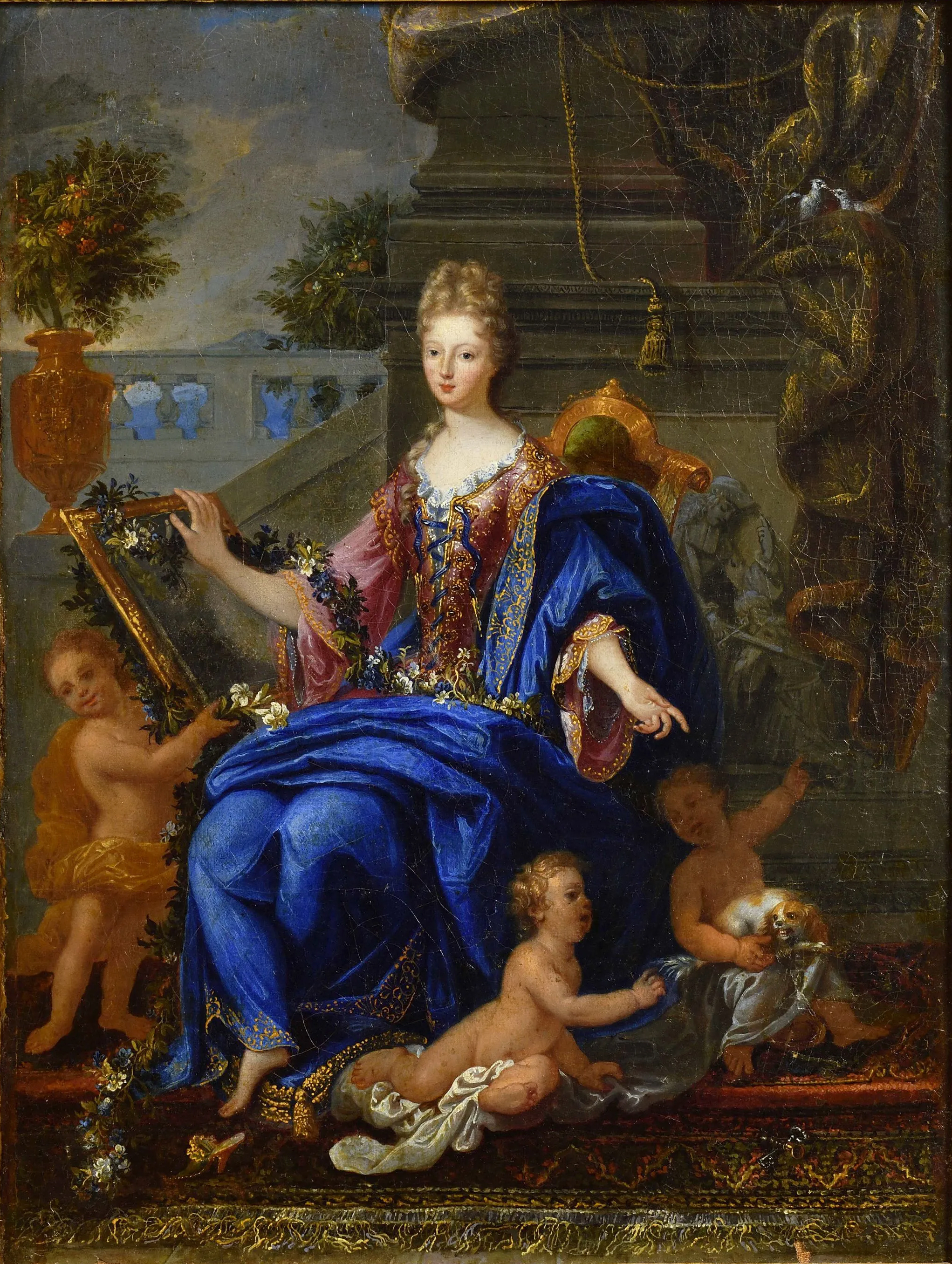
Portrait présumé de la duchesse du Maine dans un château, tenant un miroir, entourée de trois putti par François de Troy, XVIIe siècle.

Dans les années 1705 et 1706, la duchesse du Maine organise des bals masqués à l'occasion de Mardi gras. Souffrant d'insomnies, elle a ainsi l'idée d'organiser des grands divertissements et demande à son voisin, Nicolas de Malézieux, ancien précepteur du duc de s'en charger. En effet, il en avait déjà organisé de somptueux en sa seigneurie de Châtenay en 1699. Il écrit de nombreuses pièces, qu'il joue en compagnie de la duchesse. Les fêtes se succèdent donc en le château de Clagny, la résidence de Versailles du seigneur et en le château de Sceaux. Les Grandes Nuits de Sceaux ont lieux entre avril 1714 et mai 1715. En décembre 1714, l'opéra Les Amours de Ragonde de Jean-Joseph Mouret est ainsi créé pour ces grandes réceptions. 
Nicolas Bernier crée également des cantates, intitulées Les Nuits de Sceaux. D'autres artistes, comme François Colin de Blamont ou Thomas-Louis Bourgeois y participent. Les festivités ne vont reprendre qu'en mai 1722 avec des vers de Malézieux qui sont mis en musique par Pierre Nicolas Marchand, des illuminations au Pavillon de l'Aurore, puis, même plus grandioses entre 1729 et 1731, des illuminations, feux d'artifices et pièces de théâtre. Elle fait jouer La Prude à Sceaux en 1748. Voltaire, à la suite d'une embrouille, ne reviendra au château de Sceaux que durant l'année 1750 pour la représentation de La Rome sauvée, qu'il donnait aussi à Paris.

### La Régence

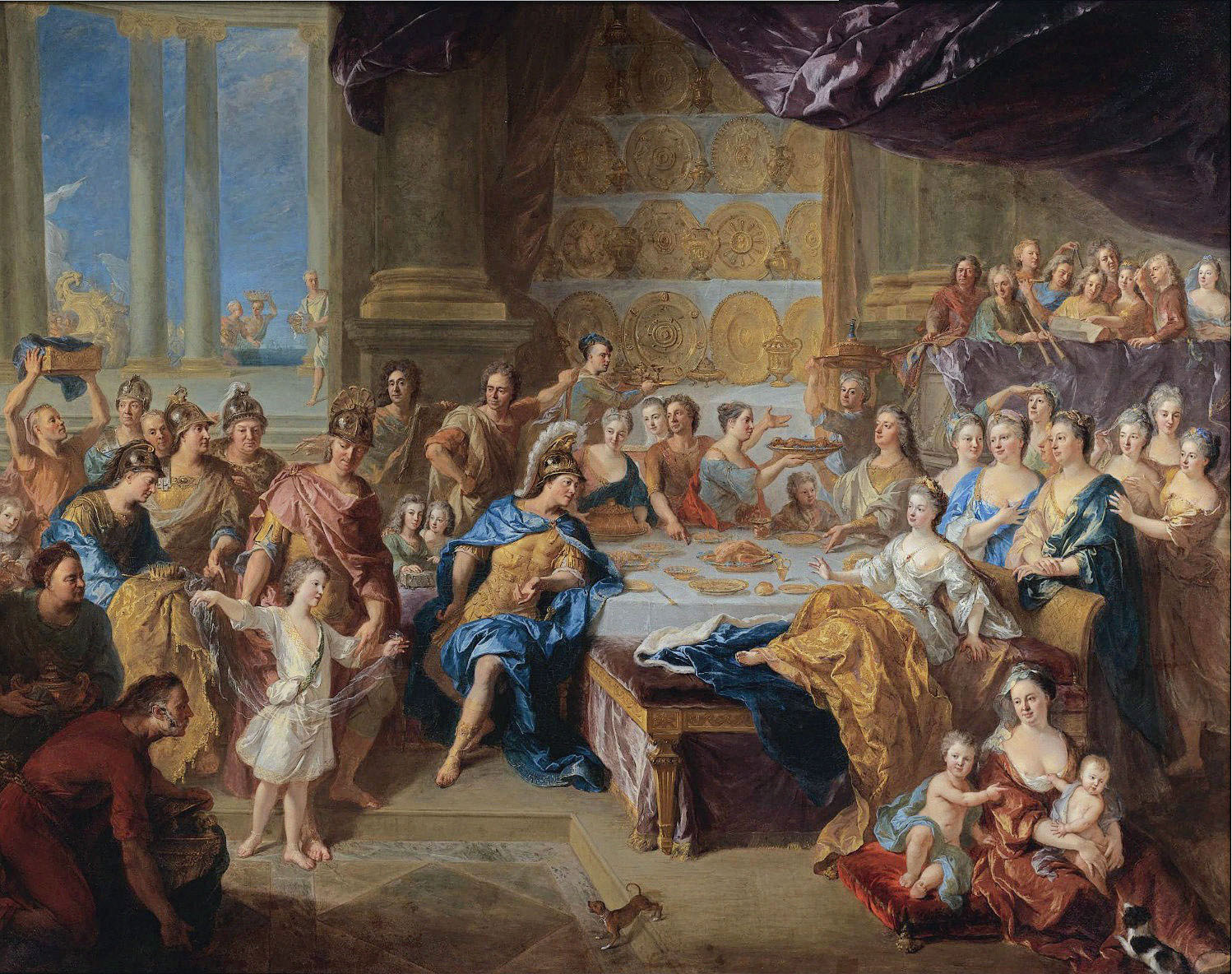
Le Festin de Didon et Enée par François de Troy, 1704.

Dans son testament, le roi Louis XIV accordait à son fils, le duc du Maine, le rang de prince du sang, ce qui le plaçait dans la ligne de succession au trône, et faisait de lui le régent de France dans l'attente de la majorité du jeune roi Louis XV. Cela dit, à la mort du monarque en 1715, le Parlement de Paris fait casser le testament faisant du duc d'Orléans, fils de Philippe d'Orléans, le régent de France. Profondément contrariée par cette décision qui réduisait leur rang et qui éclipsait leur famille du pouvoir, Louise-Bénédicte persuade alors son époux de participer à la conspiration de Cellamare dans l'espoir de transférer la régence au roi Philippe V. Afin d'avoir plus de soutien, la duchesse du Maine écrit au Premier ministre espagnol, Giulio Alberoni. 
Parmi les complices figuraient aussi le duc de Richelieu et Melchior de Polignac. Le duc et son épouse sont donc arrêtés lorsque le complot est découvert, et sont ainsi contraints de quitter le château de Sceaux. En 1719, le duc est enfermé en la forteresse de Doullens et la duchesse à Dijon. Leurs deux fils sont confiés à leur gouverneur à Gien et leur fille est transférée d'un couvent de Maubuisson à un autre couvent à Chaillot, à Paris. Elle reste en ce couvent jusqu'en 1720, date à laquelle ses parents sont libérés. Après cela, Louise-Bénédicte a continué à vivre en son château de Sceaux, entourée de sa cour intellectuelle. Avant son emprisonnement, elle tente alors d'arranger le mariage de son fils Louis-Auguste avec Charlotte-Aglaé d'Orléans, fille du Régent, dans le but d'apaiser les tensions entre les deux familles. Le mariage n'eut pas lieu, la jeune fille refusant son cousin. Elle avait pour préférence le neveu de la duchesse, Louis-Henri.

### Veuvage

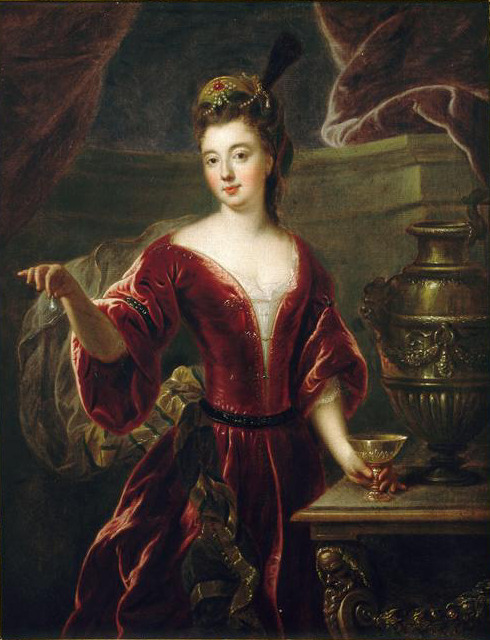
La Duchesse du Maine en Cléopâtre par François de Troy, vers 1690.

Après leur emprisonnement, le duc et la duchesse semble s'être rapprochés et vivent de façon plutôt harmonieuse. Le 14 mai 1736, le duc du Maine meurt, âgé de soixante-six ans. Elle est de fait douairière et est autorisée par le roi Louis XV à conserver son appartement au château de Versailles, près de celui de sa fille. Elle tente à plusieurs reprises de marier sa fille. Elle est ainsi tout d'abord promise à un certain Monsieur de Guise, mais les noces n'aboutirent pas. La duchesse tente plus tard de convaincre Jacques Ier, le prince de Monaco et veuf, de l'épouser. Malgré la généreuse dot, les deux hommes trouvent la jeune fille trop peu séduisante. Restée de fait célibataire, elle meurt en 1743. Sa bibliothèque compte alors près de trois-mille livres.
En 1736, ne pouvant plus faire face aux dépenses excessives de l'entretien de son château de Montrond, elle autorise son démantèlement au profit des habitants de Saint-Armand-Montrond qui en firent une carrière de pierre. L'année suivante, elle loue l'hôtel de Peyrenc de Moras à la veuve du financier Abraham Peyrenc de Moras, situé rue de Varenne. Il est alors rebaptisé, du temps qu'elle l'occupe, « Hôtel du Maine ». Elle fait alors achever l'édifice, puis elle construit un petit hôtel au fond du parc. Elle commande également les boiseries rocailles de l'intérieur.

### Décès
Louise-Bénédicte de Bourbon-Condé meurt le 23 janvier 1753 à l'hôtel du Maine. Elle est âgée de soixante-quinze ans et survécut à tous ses frères et sœurs. Son fils, Louis-Auguste, meurt moins de deux ans après elle, mortellement blessé lors d'un duel au château de Fontainebleau. Quant à Louis-Charles, il reste célibataire et sans enfants jusqu'a sa mort en 1775. Elle fait de Louis-Jean-Marie de Bourbon, son cousin, son seul héritier. Inhumée en l'église Saint-Jean-Baptiste de Sceaux, sa tombe est profanée à la Révolution. 

## Titulature
- 8 novembre 1676 - 11 décembre 1686 : « Son Altesse Sérénissime Louise-Bénédicte de Bourbon, Mademoiselle d'Enghien, Princesse du Sang de France » ;
- 11 décembre 1686 - 19 mai 1692 : « Son Altesse Sérénissime Louise-Bénédicte de Bourbon, Mademoiselle de Charolais, Princesse du Sang de France » ;
- 19 mai 1692 - 23 janvier 1753 : « Son Altesse Sérénissime Louise-Bénédicte de Bourbon, Duchesse du Maine, Princesse du Sang de France » ;
- 5 avril 1693 - 14 mai 1736 : « Son Altesse Sérénissime Louise-Bénédicte de Bourbon, Princesse de Dombes, Princesse du Sang de France » ;
- 14 mai 1736 - 23 janvier 1753 : « Son Altesse Sérénissime Louise-Bénédicte de Bourbon, Princesse de Dombes douairière, Princesse du Sang de France ».

## Postérité
- Dans la chanson populaire Y avait dix filles dans un pré, la « Du Maine » est évoquée ;
- Dans le roman Le Chevalier d'Harmental d'Alexandre Dumas, il est question de la duchesse ;
- Dans la série télévisée Les Aventures du jeune Voltaire, son rôle est interprété par Maud Wyler[24].